# Ítalo Díaz
Ítalo Andrés Díaz Muñoz (* 21. Juni 1971 in Santiago de Chile) ist ein ehemaliger chilenischer Fußballspieler und -trainer. Der Innenverteidiger absolvierte zwei Länderspiele für Chile.

## Karriere

### Verein
Ítalo Díaz begann seine Karriere 1992 bei Deportes Santa Cruz in der zweiten Liga Chiles. Die guten Leistungen führten ihn 1995 zu Provincial Osorno und Audax Italiano. 2001 spielte Díaz für den CD Cobreloa, mit dem er an der Copa Libertadores teilnahm und im Achtelfinale ausschied. Danach spielte Díaz noch für weitere chilenische Erstligisten, allerdings ohne nachhaltigen Erfolg, so dass er häufiger den Verein wechselte. Zudem hatte der Spieler teils Differenzen mit Klubverantwortlichen, weshalb er 2006 bei Curicó Unido keinen Einsatz hatte und auch danach keinen Verein fand. 2009 spielte er noch einige Spiele für CD Huachipato und beendete dann seine Karriere.

### Nationalmannschaft
Ítalo Díaz gab sein Debüt in der chilenischen Nationalmannschaft im April 2001 beim Freundschaftsspiel gegen Mexiko. Sein zweites und letztes Länderspiel absolvierte er noch im gleichen Monat gegen Uruguay bei der Qualifikation zur Weltmeisterschaft 2002 in Japan und Südkorea. Beide Spiele verlor Díaz’ Team mit 0:1.

### Trainer
Ítalo Díaz trainierte verschiedene unterklassige Vereine in Chile. 2007 war er bei Deportes Santa Cruz tätig, ein Jahr später bei Deportes Linares und 2010 bei San Antonio Unido. 2013 kehrte er nochmal zu Deportes Santa Cruz zurück, den er ab Oktober gemeinsam mit Jaime Riveros trainierte.

## Persönliches
Ítalo Díaz ist Vater der beiden Profi-Fußballspieler Paulo und Nicolás Díaz, die auch beide Nationalspieler wurden.